# Osiedle Kaszubskie (Zielona Góra)
Osiedle Kaszubskie – osiedle Zielonej Góry, położone we wschodniej części miasta.
Osiedle jest położone na wschód od Osiedla Pomorskiego, Do 31 grudnia 1985 r. teren Osiedla Kaszubskiego należał do pobliskiej wsi Stary Kisielin, która 1 stycznia 2015 została włączona do miasta Zielona Góra. Ta część miasta jest w trakcie realizacji, powstał tam komisariat policji oraz kościół parafialny pw. Miłosierdzia Bożego.

## Ulice na osiedlu
- Helska
- Osiedle Kaszubskie
- Pucka
- Sopocka
- Trójmiejska